# Большетуганеево
Большетуганеево (баш. Оло Туғанай) — деревня в Калтасинском районе Республики Башкортостан Российской Федерации. Входит в состав Тюльдинского сельсовета.

## География

### Географическое положение
Расстояние до:
- районного центра (Калтасы): 8 км,
- центра сельсовета (Тюльди): 3 км,
- ближайшей ж/д станции (Янаул): 68 км.

## Население
| 2002 | 2009 | 2010 |
| ---- | ---- | ---- |
| 336  | ↗338 | ↘314 |

Национальный состав
Согласно переписи 2002 года, преобладающая национальность — удмурты (95 %).